# M7 (штурмова гвинтівка)
М7 — штурмова гвинтівка з магазинною подачею калібру 6,8×51 мм (.277 Fury), розроблена американським підрозділом міжнародної компанії SIG Sauer у 2022 році.

## Історія
Розробка штурмової гвинтівки M7 почалася в рамках програми Армії США «Next Generation Squad Weapon» (з англ. «Зброя відділення наступного покоління»), оголошеної у 2017 році. Програма мала на меті заміну застарілих гвинтівок M4/M16 та легкого кулемета M249 на нові зразки стрілецької зброї з підвищеною летальністю та здатністю пробивати сучасні бронежилети. Для цього було вирішено розробити новий патрон калібру 6,8 мм, який мав забезпечити кращу балістику порівняно з 5,56×45 мм НАТО. Компанія SIG Sauer взяла участь у конкурсі, запропонувавши гвинтівку на базі своєї модульної платформи MCX.
У 2019 році Армія США звузила коло учасників конкурсу NGSW до трьох компаній: SIG Sauer, General Dynamics (у співпраці з Beretta) та Textron Systems. SIG Sauer представила прототип XM7, який використовував патрон 6,8×51 мм SIG Fury з гібридною гільзою (сталева основа та латунний корпус). Цей патрон забезпечував високу пробивну здатність при зниженій вазі, що стало ключовою перевагою. Прототип XM7 продемонстрував модульність, дозволяючи адаптувати зброю до різних бойових завдань завдяки змінним стволам і аксесуарам.
У період з 2020 по 2022 роки проводилися інтенсивні випробування прототипів. У квітні 2022 року SIG Sauer було оголошено переможцем програми NGSW. Гвинтівка XM7 та кулемет XM250 отримали контракт на серійне виробництво. Під час випробувань XM7 показала високу точність і надійність, хоча деякі військовослужбовці відзначали більшу вагу зброї порівняно з M4, що вимагало додаткових зусиль для транспортування.
У 2023–2024 роках розпочалися польові випробування XM7 у бойових підрозділах, зокрема в 101-й повітряно-десантній дивізії. Незважаючи на позитивні відгуки щодо ергономіки та пробивної здатності, з’явилися скарги на проблеми з надійністю, зокрема надмірний знос ствола та поломки окремих компонентів. Ці недоліки викликали дискусії серед військовослужбовців, але SIG Sauer працювала над їх усуненням, удосконалюючи конструкцію.
11 березня 2024 року був закладений бюджетний план армії США на 2025 рік, що передбачає значно збільшене фінансування на закупівлі нових зразків піхотного озброєння за програмою Next Generation Squad Weapons (NGSW). План закупівель зросте з попередніх 133 млн до 367 млн доларів у 2025 фінансовому році. В межах цього бюджету у компанії Sig Sauer мають бути замовлені 39 836 одиниць стрілецького озброєння різних типів, а також супутнього обладнання.
Зокрема, проєкт передбачає закупівлю 1772 кулеметів M250 (23,1 млн доларів) та 18 019 автоматичних гвинтівок М7 (91,4 млн доларів). Крім того, на суму у 252,7 млн доларів має бути придбано 20 тисяч прицілів M157, що оснащені системою керування вогнем.
На початку 2025 року, після доопрацювань і успішного завершення випробувань, Армія США офіційно прийняла гвинтівку на озброєння, знявши позначку «X» і присвоївши їй назву M7. Разом із легким кулеметом M250 вона стала штатною зброєю американської армії. Офіційне оголошення про це було опубліковано 31 травня 2025 року.
Наразі M7 поступово заміняє M4 у піхотних і спеціальних підрозділах Армії США. Планується, що до кінця 2020-х років гвинтівка стане основною стрілецькою зброєю, забезпечуючи вищу ефективність у сучасних бойових умовах завдяки потужному патрону та модульній конструкції.

## Опис
Гвинтівку SIG XM7 розроблено на базі цивільної модульної платформи SIG MCX. У ній використовується традиційна газовідвідна автоматика із верхнім розташуванням газового поршня з коротким ходом. Газовий вузол має двопозиційний газовий регулятор. Замикання ствола здійснюється поворотним затвором. Поворотна пружина затвора розташована над групою затвора, у верхній частині ствольної коробки. На дульну частину ствола встановлюється спеціальний глушник, також грає роль полум'ягасника і дульного гальма. Компонування та ергономіка зброї в цілому схожа зі штатною зброєю армії США — карабіном М4. Оригінальним рішенням на SIG Sauer MCX Spear є "подвійна" рукоятка зведення затвора - крім традиційної для американських автоматів на платформі AR-15 / M16 Т-подібної рукоятки, є складна "ковзна" рукоятка з лівого боку ствольної коробки. Зброя оснащується прикладом, що складається вбік (на ліву сторону), живлення здійснюється з відокремлених пластикових магазинів ємністю 20 набоїв. Прицільні пристрої будь-яких типів встановлюються на інтегровану планку Пікатінні на кришці ствольної коробки і цівку.

## Ефективність та перевага над іншими зразками
Нова гвинтівка SIG XM7 значно перевищує зброю під патрон 5,56 мм насамперед рахунок використання патрона 6,8x51 мм Sig Fury. За ефективністю патрон 6,8×51 мм знаходиться на рівні патрона 7,62х51 НАТО, при цьому заявляється, що віддача у зброї під патрон 6,8x51 суттєво нижча, ніж у 7,62х51, за рахунок застосування нових технологій як у самій зброї, так і в патроні. Так, з SIG XM7 можна стріляти до 1000 метрів і надалі без істотної втрати ефективності в бою, і пробивати сучасні засоби захисту, що неможливо у зброї під патрон 5,56 мм НАТО.

## Експлуатанти
США: 31 травня 2025 року стало відомо, що штурмова гвинтівка M7 та легкий кулемет M250 тепер є стандартизованою, штатною зброєю Армії США.